# Markus Obereder
Markus Obereder (* 1970 in Grieskirchen) ist ein österreichischer Musiker und Chorleiter.

## Werdegang
Markus Obereder stammt aus Diersbach in Oberösterreich. Er studierte Musikerziehung, Instrumentalmusikerziehung und Chor- und Orchesterdirigieren an der Musikuniversität Mozarteum, sowie an der Louisiana State University.
Obereder unterrichtet am Musischen Gymnasium und am Mozarteum Salzburg. Er war Leiter des Chors Juvenis, des Mädchen- und Oberstufenchors des Musischen Gymnasiums, sowie Jugendreferent des Österreichischen Chorverbandes. Er ist Leiter der internationalen Chorwoche Zell/Pram. Mit seinen Chören hat Obereder mehrere Chorbewerbe gewonnen (zum Beispiel Austria Cantat 06, Finale des EBU Chorbewerbs „Let the Peoples Sing“ im Oktober 2007) sowie Erfolge beim Jugendchorwettbewerb in Celje/Slowenien, im Jahr 2005 beim Schubert-Chorwettbewerb im Wiener Konzerthaus erreicht.
Nach 15 Jahren hat Markus Obereder die Leitung des von ihm gegründeten Chors Juvenis zurückgelegt und lebt in Salzburg.
In der Unterhaltungsmusik findet man ihn als Sänger und Instrumentalist  im so genannten „Ballaststofforchester“.

## Anerkennungen
- 2000 Erwin-Ortner-Preis